# Гаулін Вулф
Га́улін Вулф (англ. Howlin' Wolf, МФА: [ˈhaʊ.lɪŋ wʊlf], справжнє ім'я: Че́стер А́ртур Бе́рнетт, англ. Chester Arthur Burnett; 10 червня 1910 — 10 січня 1976) — американський блюзовий музикант, гітарист, співак, виконавець на губній гармоніці. Співпрацював з лейблами Chess Records та RPM Records.
Гаулін Вулф вважається одним з найвпливовіших представників чиказького блюзу. Пісні, виконані Вулфом, стали блюзовими стандартами, зокрема «Smokestack Lightning», «Back Door Man» та «Spoonful».
Ім'я Гауліна Вулфа 1980 року внесено до Зали слави блюзу, a 1991 року — до Зали слави рок-н-ролу. Пісні «Smokestack Lightnin'», «Spoonful» та «The Red Rooster» Вулфа увійшли до списку «500 пісень, що сформували рок-н-рол». Він посідає 54-те місце у списку 2023 року журналу «Rolling Stone» «100 найвидатніших виконавців» та 59-те місце у списку «200 найвидатніших співаків усіх часів».

## Біографія

### Ранні роки
Честер Артур Бернетт народився 10 червня 1910 року у Вайт-Стейшн поблизу Вест-Пойнта, округ Клей, Міссісіпі в сім'ї Леона «Дока» Бернетта й Гертруди Джонс. Док Бернетт, якому на той час було вісімнадцять років, був здольником, а шістнадцятирічна мати працювала куховаркою та покоївкою. Предки Честера по лінії батька були афроамериканцями, а батько матері був індіанцем, ймовірно, з племені чокто. Честер отримав ім'я на честь 21-го президента США Честера Алана Артура і прізвисько «Вовк» від дідуся, Джона Джонса.
За рік після народження Честера батьки розлучилися і Док Бернетт перебрався до дельти Міссісіпі, де мав роботу. Гертруда і Честер вирушили на північ до округу Монро, мати стала релігійною співачкою, що виконувала власноруч написані спіричуели на вулицях Абердина та Вест-Пойнта. Вони з сином також співали в хорі баптистської церкви. Згодом Честер говорив, що отримав від матері свій музичний талант. З невідомих причин мати назавжди вигнала Честера з дому і віддала під опіку двоюрідного діда, Вілла Янга. Честер три роки жив у родині Янга, важко працював у полі, терпів приниження й жорстоке ставлення з боку Вілла і, врешті, у тринадцять років втік до свого батька в Рулвілл. Там Честер знайшов справжні родинні стосунки, зведених сестер і братів, працював з Доком на бавовняних та кукурудзяних плантаціях. В цей період він змінив ім'я і почав зватися Джон Ді (англ. John D.).
Честер жив і працював в окрузі Санфлауер, де виступали Лонні Джонсон, Ма Рейні, Тампа Ред, Блайнд Блейк та Блайнд Лемон Джефферсон. Останнього він вважав улюбленим гітаристом. На плантації Докері поблизу Рулвілла у 1920-х роках жив найпопулярніший того часу музикант Дельти, гітарист і співак Чарлі Паттон. Сімнадцятирічний Честер познайомився з Паттоном і зажадав навчитися гри на гітарі. Першу гітару батько купив йому 1928 року Паттон вчив Честера гри на гітарі, а згодом дозволяв виступати разом з ним у Рулвіллі. Честер також потроху вчився в усіх місцевих музикантів, яких слухав наживо або з платівок, адаптував деякі вокальні заходи, зокрема Томмі Джонсона. Своє характерне «виття» Честер винайшов, слухаючи йодль популярного співака кантрі Джиммі Роджерса. Попри багато інших псевдонімів («Біг Фут», «Булл Кау», «Джон Ді Бернетт»), що використовувались ним в часи становлення, саме «Виючий Вовк» (англ. Howlin' Wolf) найбільше відповідав його особистості, стилю виконання та голосу і тому лишився на все подальше життя.

### Життя у Міссісіпі та Арканзасі
Наприкінці 1920-х — початку 1930-х років Честер постійно працював на плантаціях й у вільний час, особливо суботами, грав на вечірках, у пивних та джуках, на вулицях Дрю, Клівленда, Вест-Пойнта та Рулвілля. В цей період з Честером трапився катастрофічний випадок. За свідченням низки його друзів, зокрема Джонні Шайнса, Санніленда Сліма та Детройта Джуніора, Бернетт заступився за жінку, яку бив її хлопець і вбив його, за що змушений був два роки провести у в'язниці штату Міссісіпі. 1933 року Вулф оселився у Паркіні, штат Арканзас. Тут він познайомився з Райсом Міллером, майбутнім Сонні Боєм II. Міллер залицявся до зведеної сестри Вулфа, навчав його гри на губній гармоніці, певний час вони виступали разом. Починаючи з 1935 року понад два роки Бернетт мандрував і виступав з Робертом Джонсоном та його пасинком Робертом Локвудом. Епізодично грав у Робінсонвіллі з Сан Гаузом та колишнім партнером Паттона Віллі Брауном, працював також у ці роки з Джонні Шайнсом, Девідом «Ханібоєм» Едвардсом, Джиммі Роджерсом та ще багатьма виконавцями Дельти.
На початку 1941 року Честера Бернетта призвали до армії. Він служив у кавалерійському полку спочатку в Абердині, Міссісіпі, потім у Луїзіані й наглядав за кіньми. Деякий час йому було просто важко пристосуватися до регламентованого життя, допоки з невідомих причин його не перевели до Корпусу зв'язку Армії США. Там з'ясувалась його неписьменність і Бернетт був доправлений у Кемп-Мюррей, штат Вашингтон, навчатися читання та письма. В Кемп-Мюрреї з ним поводились надзвичайно жорстоко, били за найменшу провину, від побоїв та стресу в нього почалися раптові запаморочення, дезорієнтація та неконтрольований тремор. Зрештою, у серпні 1943 року Бернетта направили для обстеження до армійської психіатричної лікарні, за два місяці визнали «розумово неповноцінним» та непридатним до служби й звільнили з армії. Отриманий досвід згодом він підсумував як «Армія — не місце для чорношкірого».
Після демобілізації Бернетт повернувся додому, в Арканзас. Вдень працював на плантаціях, а вночі та у вільний час з Флойдом Джонсом грав у навколишніх селищах та містечках. За пів року він перебрався до Пентона, штат Міссісіпі, де впродовж двох років так само працював вдень і грав музику вночі. У Пентоні Бернетт зустрів Кеті Мей Джонсон і одружився з нею 3 травня 1947 року.
1949 року Бернетт переїхав та оселився у Вест-Мемфісі, штат Арканзас. Він влаштувався працювати на фабрику, але Вест-Мемфіс в ці часи переживав бум блюзу, мав багато блюзових клубів, навколишня атмосфера надихнула Вулфа розпочати справжню музичну кар'єру й заснувати гурт House Rockers у складі гітаристів Віллі Джонсона й М. Т. Мерфі, барабанщика Віллі Стіла, гарпера Джуніора Паркера та піаніста Вільяма Джонсона. Того ж року Бернетт отримав власну п'ятнадцятихвилинну програму на місцевій радіостанції KWEM, де він рекламував насіння, плуги, трактори та сільськогосподарче обладнання. Водночас House Rockers не припиняли виступів у клубах, на вечірках, Вулф у радіопрограмі не забував заздалегідь рекламувати власні виступи також, і поступово його популярність серед навколишніх мешканців зростала. Музика Вулфа привернула увагу продюсера звукозапису Сема Філліпса в Мемфісі, штат Теннессі. 14 травня 1951 року у студії Філліпса розпочалася звукозаписувальна кар'єра Вулфа. У супроводі Айка Тернера (піаніно), Віллі Джонсона (гітара) та Віллі Стіла (ударні), Гаулін Вулф записав дві пісні: «Moanin' At Midnight» і «How Many More Years»
Сем Філліпс здав записи в оренду Chess Records і виданий у вересні 1951 року сингл «Moanin' At Midnight» / «How Many More Years» (Chess 1479) став хітом. «Moanin' at Midnight» посіла 10 місце в чарті Billboard R&B у листопаді 1951 року, у грудні того ж року «How Many More Years» отримала 8 місце в чарті «Best Selling R&B Records» і 4 місце в чарті «Most Played Juke Box R&B Records» у березні 1952 року. Успіх дебютного запису спонукав Chess Records підписати у вересні 1951 контракт з Бернеттом. Одночасно, стараннями розвідника талантів лос-анджелеського лейблу Modern Records Айка Тернера, він отримав контракт і гроші від дочірнього лейбла братам Біхаріс — RPM Records. До кінця 1951 року Бернетт зробив на радіостанції KWEM для RPM Records кілька записів, релізи яких з'явились того ж року, зокрема і версію «Moanin' at Midnight», щодо якої згодом кілька місяців точилася судова тяганина між RPM та Chess Records. Серед цих записів була також дуже успішна «Crying at Daybreak» — перша версія композиції, що з часом буде записана як «Smokestack Lightnin'».

### Чиказький період
Взимку 1952 року брати Chess переконали Бернетта переїхати до Чикаго. Дружина відмовилася від переїзду і це поклало край шлюбу, а за кілька років Кеті Мей померла. Бернетт залишив свояку успадковану від діда ферму і покинув свій вест-мемфіський гурт, учасники якого не бажали ризикувати. У Чикаго Бернеттом (на прохання Леонарда Чесса) опікувався Мадді Вотерс — тогочасна зірка Chess Records. На початку свого чиказького життя Волф оселився у Вотерса. Згодом між ними виникло творче суперництво, але саме Вотерс допоміг Вулфу в новому оточенні, познайомив його з місцевою блюзовою сценою, привів у клуби і виставляв його на заміну, коли з власним гуром вирушав на гастролі. Бернетт швидко призвичаївся до нових умов. У березні 1954 року був зроблений його перший запис у Чикаго, за підтримки Отіса Спенна (фортепіано), Лі Купера (гітара), Віллі Діксона (бас-гітара) та Ерла Філліпса (барабани), реліз сингла «No Place To Go» / «You Gonna Wreck My Life» (Chess 1566) відбувся у травні й знов продемонстрував успіх у слухачів, протримавшись в чартах до липня.
Бажання Вулфа створити постійний власний гурт, на зразок того, що грав з ним у Вест-Мемфісі, спонукало його до пошуків відповідних виконавців. Одними з перших учасників гурту стали гітарист Джоді Вільямс, запрошений з Вест-Мемфіса клавішник Хосі Лі Кеннард, що мав замінити майстернішого, але відданого Мадді Вотерсу піаніста Спенна та нью-йоркський барабанщик Ерл Філліпс. З ними, басистом Віллі Діксоном та Г'юбертом Самліном на другій гітарі у травні 1954 року Вулф записав «Evil Is Goin' On», свій найбільший тогочасний хіт, що потрапив до чартів журналу «Cash Box» у Атланті, Детройті, Мемфісі. Автором пісні був Віллі Діксон і в наступні роки він написав для Вулфа ще чимало пісень. Г'юберт Самлін 1954 року перебрався до Чикаго, приєднався до гурту й до кінця життя Вулфа лишався його відданим партнером і базою його звучання. Аудиторія зростала, Вулф гастролював дедалі ширше, зокрема в 1955 році він, разом з іншими популярними виконавцями, грав у нью-йоркському театрі Apollo. Того року він увійшов до списку двадцяти п'яти кращих чоловіків-вокалістів в жанрі R&B за версією журналу «Cash Box» поряд з такими визнаними майстрами як Рей Чарлз, Бі Бі Кінг та Мадді Вотерс.
Впродовж наступних років Вулф створив і записав для Chess низку пісень, що стали блюзовими стандартами: «Smokestack Lightnin'» (Chess 1618), «Rockin' Daddy» (Chess 1566), «I Asked for Water» (Chess 1632), «Sittin' on Top of the World» (Chess 1679), «Wang Dang Doodle» (Chess 1777), «Who's Been Talking» (Chess 1750), «Killing Floor» (Chess 1923) та багато інших. Значну частину їх частину, зокрема «Spoonful» (Chess 1762), «Back Door Man» (Chess 1777), «The Red Rooster» (Chess 1804) та «I Ain't Superstitious» (Chess 1823), написав Віллі Діксон, постійний автор пісень Chess. 1958 року ці та інші композиції увійшли до виданого Chess дебютного альбому Вулфа Moanin' in the Moonlight (Chess LP-1434). У січні 1962 року вийшов наступний альбом Howlin' Wolf (Chess LP 1469, завдяки зображенню на обкладинці іноді зветься The Rockin' Chair album), названий Грейлом Маркусом на сторінках журналу Rolling Stone «найкращим з усіх чиказьких блюзових альбомів».
Першу половину 1960-х років Вулф присвятив не дуже результативним творчим пошукам. Попри низку невдалих записів, в цей період побачили світ такі хіти як «Three Hundred Pounds of Joy» та «Built for Comfort» (Chess 1870), «Tail Dragger» та «Hidden Charms» (Chess 1890), «Killing Floor» (Chess 1923) та «Love Me Darlin'» (Chess 1911). У травні 1964 року Бернетт одружився з Ліллі Гендлі. Його нова дружина була освіченою самодостатньою жінкою, власницею нерухомості в Алабамі й Чикаго. Їхній шлюб тривав до смерті Вулфа.
З середини 1960-х кар'єра Гауліна Вулфа вийшла на новий рівень. На хвилі відродження блюзу чорношкірі виконавці після довгих років забуття знайшли нову аудиторію серед білої молоді, знову з'являлися на концертних майданчиках і в нічних клубах, проголошувалися символами американської музичної спадщини. Параллельно з цими процесами зростали престиж і репутація Вулфа. У 1964 році він гастролював Європою разом з Сонні Боєм Вільямсоном, Лайтніном Гопкінсом, Віллі Діксоном та Сліпі Джоном Естесом за програмою Американського фолк-блюзового фестивалю. «Smokestack Lightnin'» у його виконанні став британським хітом. 1965 року він на запрошення «The Rolling Stones» з'явився у популярній телевізійній програмі Shindig. Його композиція «Little Red Rooster» у виконанні «Rolling Stones» посіла перше місце серед британських хітів 1964 року.
Впродовж кількох наступних років Вулф грав на престижних фольклорних фестивалях у Ньюпорті, Берклі та Енн-Арборі та записав альбоми The Real Folk Blues (1966, Chess LP 1502) і More Real Folk Blues (1967, Chess LP/LPS 1512).
Наприкінці 1960-х — початку 1970-х років Гаулін Вулф записав кілька альбомів у співпраці з іншими музикантами, зокрема The Super Super Blues Band (1968, Checker LPS 3010) з Бо Діддлі та Мадді Вотерсом, The Howlin' Wolf Album (1969, Cadet Concept LPS-319) з Джином Барджем, Пітом Коузі, Роландом Фолкнером та ін. В цей період здоров'я Вулфа значно погіршилося. Він пережив два серцевих напади, хвороба нирки потребувала регулярного гемодіалізу. Попри всі проблеми з серцем та нирками й високий кров'яний тиск, Вулф не припиняв гастролі й записи. Вдома ним опікувалася дружина, на гастролях найближчим родичем, опікуном і правою рукою був Г'юберт Самлін. У травні 1970 року Гаулін Вулф записав у Лондоні The London Howlin' Wolf Sessions (1971, Chess CH-60008) з британськими рок-зірками: Еріка Клептона, Міком Джаггером, Чарлі Воттсом, Стівом Вінвудом, Рінго Старром та Ієном Стюартом, Біллом Вайменом. Це єдиний альбом Гауліна Вулфа, який тримався в чарті Billboard 200 п'ятнадцять тижнів.
На початку 1972 року Гаулін Вулф випустив концертний альбом Live and Cookin' at Alice's Revisited (Chess CH-50015). 1973 року він потрапив у автомобільну аварію, це ще більше загострило проблеми з нирками, змусивши його збільшити кількість сеансів діалізу з одного до трьох разів на тиждень. У серпні того ж 1973 року він записав свій останній студійний альбом The Back Door Wolf (Chess CH-50045), а 1974 року вийшов London Revisited (Chess CH-60026) — переробка його лондонських сесій з Мадді Вотерсом. 1975 року останні два альбоми номінувалися на премію «Греммі» за найкращий традиційний або етнічний альбом.

### Смерть
Впродовж 1975 року стан здоров'я Вулфа ставав дедалі гіршим, зір слабшав, а мислення часто ставало плутаним. В середині грудня 1975 року він опинився у шпиталі для ветеранів, в Гайнсі, штат Іллінойс, де 7 січня 1976 року йому діагностували пухлину головного мозку. Єдиним шансом на виживання, на думку лікарів, була негайна, але дуже ризикована, зважаючи на стан його серця, операція. Наступного дня його прооперували, але під час операції серце пацієнта зупинилося, знадобилися реанімаційні процедури. Лікарі підтримували серце, але жодних шансів на одужання Вулфа не вбачали. Порадившись з родиною, лікарі відключили його від апаратів життєзабезпечення. 10 січня Честер Бернетт помер о 15:00, причиною смерті стала метастатична карцинома головного мозку. Він похований на цвинтарі Оукрідж-Глен Оук, в окрузі Кук, Іллінойс.

## Визнання
- 1972 Гаулін Вулф став почесним доктором мистецтв чиказького Колумбійського коледжу[56]
- 1980 ім'я Гауліна Вулфа внесено до Зали слави блюзу[57]
- 1985 «Smokestack Lightnin'» (Chess 1618) внесено до Зали слави блюзу як «Класичний блюзовий запис — сингл або альбомний трек»[58]
- 1985 Howlin' Wolf (Chess LP 1469 The Rockin' Chair album) внесено до Зали слави блюзу як «Класичний блюзовий запис — альбом»[58]
- 1985 Chester Burnett A.K.A Howlin' Wolf (Chess 2CH-60016) внесено до Зали слави блюзу як «Класичний блюзовий запис — альбом»[58]
- 1987 Moanin' In the Moonlight (Chess/MCA CHD-5908) Blues Music Awards в категорії «Найкращий перевиданий альбом року»[59]
- 1988 Killing Floor: Masterworks Vol. 5 (P-Vine PLP-6079) Blues Music Awards в категорії «Найкращий перевиданий альбом року»
- 1990 Memphis Days (Bear Family BCD 15460) Blues Music Awards в категорії «Найкращий перевиданий альбом року»
- 1991 ім'я Гауліна Вулфа внесено до Зали слави рок-н-ролу[60]
- 1991 «Killing Floor» (Chess 1923) внесено до Зали слави блюзу як «Класичний блюзовий запис — сингл або альбомний трек»[61]
- 1992 The Chess Box (Chess/MCA CHD3-9332) Blues Music Awards в категорії «Найкращий перевиданий альбом року»
- 1995 «Smokestack Lightnin'» (Chess 1618), «Spoonful» (Chess 1762) та «The Red Rooster» (Chess 1804) до списку «500 пісень, що сформували рок-н-рол» Зали слави рок-н-ролу[62]
- 1999 «Smokestack Lightnin'» (Chess 1618) внесено до Зали слави Греммі[63]
- 2010 «Spoonful» (Chess 1762) внесено до Зали слави блюзу як «Класичний блюзовий запис — сингл або альбомний трек»[64]
- 2011 The Real Folk Blues (Chess LP 1502) внесено до Зали слави блюзу як «Класичний блюзовий запис — альбом»[65]
- 2012 Smokestack Lightning / Complete Chess Masters 1951—1960 Blues Music Awards в категорії «Найкращий історичний блюзовий альбом року»
- 2013 «How Many More Years» (Chess 1479) внесено до Зали слави блюзу як «Класичний блюзовий запис — сингл або альбомний трек»[66]
- 2013 More Real Folk Blues (Chess LP/LPS 1512) внесено до Зали слави блюзу як «Класичний блюзовий запис — альбом»[67]
- 2014 Moanin' in the Moonlight (Chess LP 1434) внесено до Зали слави блюзу як «Класичний блюзовий запис — альбом»[68]
- 2017 «I Ain't Superstitious» (Chess 1823) внесено до Зали слави блюзу як «Класичний блюзовий запис — сингл або альбомний трек»[69]
- 2020 The Chess Box (Chess/MCA CHD3-9332) внесено до Зали слави блюзу як «Класичний блюзовий запис — альбом»[70]
- 2023 «The Red Rooster» («Little Red Rooster») (Chess 1804) внесено до Зали слави блюзу як «Класичний блюзовий запис — сингл або альбомний трек»[71]

## Дискографія

### Альбоми
- 1959 Moanin' in the Moonlight (Chess LP-1434)
- 1962 Howlin' Wolf (Chess LP-1469)
- 1962 Howling Wolf Sings the Blues (Crown CLP 5240)
- 1965 The Real Folk Blues (Chess LP 1502)
- 1967 More Real Folk Blues (Chess LP/LPS 1512)
- 1968 The Super Super Blues Band (Checker LPS 3010) з Мадді Вотерсом і Бо Діддлі
- 1969 The Howlin' Wolf Album (Cadet Concept LPS-319)
- 1971 The London Howlin' Wolf Sessions (Chess CH-60008)
- 1971 Message to the Young (Chess CH-50002)
- 1972 Chester Burnett a/k/a/ Howlin' Wolf (Chess 2CH-60016)
- 1972 Live and Cookin' at Alice's Revisited (Chess CH-50015)
- 1973 The Back Door Wolf (Chess CH-50045)
- 1974 London Revisited (Chess CH-60026) з Мадді Вотерсом

### Альбоми, записані наживо
- 1982 Howlin' Wolf Live In Europe 1964 (Sundown CG 709-07)

### Посмертні збірки
- 1993 Howlin' Wolf: The Complete Recordings 1951—1969 (Charly RED BOX 7)
- 1997 Howlin' Wolf: His Best (Chess/MCA CHD-9375)
- 1999 Howlin' Wolf: His Best Vol. 2 (Chess/MCA CHD-12026)
- 2011 Howlin' Wolf: Smokestack Lightning (Hip-O Select B 001530902)

### Сингли
- 1951 «Moanin' at Midnight» / «How Many More Years» (Chess 1479)
- 1951 «Riding In the Moonlight» / «Morning at Midnight» (RPM 333)
- 1951 «Passing By Blues» / «Crying at Daybreak» (RPM 340)
- 1951 «My Baby Stole Off» / «I Want Your Picture» (RPM 347)
- 1951 «The Wolf Is at Your Door» / «Howlin' Wolf Boogie» (Chess 1497)
- 1952 «Getting Old And Grey» / «Mr. Highway Man» (Chess 1510)
- 1952 «Saddle My Pony» / «Worried All The Time» (Chess 1515)
- 1952 «Oh, Red!!» / «My Last Affair» (Chess 1528)
- 1953 «All Night Boogie» / «I Love My Baby» (Chess 1557)
- 1953 «No Place to Go» / «Rockin' Daddy» (Chess 1566)
- 1954 «Baby How Long?» / «Evil Is Goin' On» (Chess 1575)
- 1954 «I'll Be Around» / «Forty Four» (Chess 1584)
- 1955 «Who Will Be Next» / «I Have a Little Girl» (Chess 1593)
- 1955 «Come to Me Baby» / «Don't Mess With My Baby» (Chess 1607)
- 1956 «Smokestack Lightning» / «You Can't Be Beat» (Chess 1618)
- 1956 «I Asked for Water» / «So Glad» (Chess 1632)
- 1957 «My Life» / «Going Back Home» (Chess 1648)
- 1957 «Somebody In My Home» / «Nature» (Chess 1668)
- 1958 «Poor Boy» / «Sittin' On Top of the World» (Chess 1679)
- 1958 «Moanin' for My Baby» / «I Didn't Know» (Chess 1695)
- 1958 «I'm Leaving You» / «Change My Way» (Chess 1712)
- 1959 «Howlin' Blues» / «I Better Go Now» (Chess 1726)
- 1959 «I've Been Abused» / «Mr. Airplane Man» (Chess 1735)
- 1959 «The Natchez Burning» / «You Gonna Wreck My Life» (Chess 1744)
- 1957 «Who's Been Talking?» / «Tell Me» (Chess 1750)
- 1960 «Spoonful» / «Howlin' for My Darling» (Chess 1762)
- 1960 «Back Door Man» / «Wang Dang Doodle» (Chess 1777)
- 1961 «Little Baby» / «Down In the Bottom» (Chess 1793)
- 1961 «Shake for Me» / «The Red Rooster» (Chess 1804)
- 1961 «You'll Be Mine» / «Going Down Slow» (Chess 1813)
- 1962 «I Ain't Superstitious» / «Just Like I Treat You» (Chess 1823)
- 1962 «Mama's Baby» / «Do the Do» (Chess 1844)
- 1963 «Three Hundred Pounds of Joy» / «Built for Comfort» (Chess 1870)
- 1963 «Tail Dragger» / «Hidden Charms» (Chess 1890)
- 1964 «Love Me Darlin'» / «My Country Sugar Mama» (Chess 1911)
- 1964 «Killing Floor» / «Louise» (Chess 1923)
- 1965 «Tell Me What I've Done» / «Ooh Baby, Hold Me» (Chess 1928)
- 1965 «I Walked From Dallas» / «Don't Laugh at Me» (Chess 1945)
- 1966 «New Crawlin' King Snake» / «My Mind Is Ramblin'» (Chess 1968)
- 1967 «Pop It to Me» / «I Had a Dream» (Chess 2009)
- 1969 «Mary Sue» / «Hard Luck» (Chess 2081)
- 1971 «I Smell a Rat» / «Just as Long» (Chess 2108)
- 1971 «Do the Do» / «The Red Rooster» (Chess 2118)
- 1973 «Coon On The Moon» / «The Back Door Wolf» (Chess CH 2145)